# میلییش
میلییش (به صربی: Miliješ) یک منطقهٔ مسکونی در صربستان است که در پریبوی واقع شده‌است. میلییش ۶۴۴ نفر جمعیت دارد.